# Richard Pearse

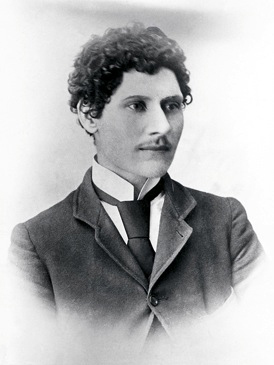
Richard Pearse (1903)

Richard William Pearse (* 3. Dezember 1877 in Temuka; † 29. Juli 1953 in Riccarton, heute zu Christchurch gehörend) war ein neuseeländischer Landwirt, Erfinder und Luftfahrtpionier. Am 31. März 1903 und damit fast neun Monate vor den Brüdern Wright gelang ihm ein Flug mit einem Flugapparat nach dem Prinzip „schwerer als Luft“. Dieser Flug dauerte aber nicht sehr lange an und war vor allem nicht kontrolliert.

## Leben
Richard Pearse war das vierte von neun Kindern des Landwirts Digory Sargent Pearse und seiner Frau Sarah Anne Pearse, geborene Brown. Sein Vater war ein Einwanderer aus Cornwall, und seine Mutter kam aus Irland. Sie lernten sich in einem Geschäft in Timaru kennen, in dem Sarah Pearse arbeitete. Sie bewirtschafteten ein großes Gebiet, Trewarlet genannt, circa acht Kilometer landeinwärts von Temuka in der Waitohi Ebene, auf dem Richard auch am 3. Dezember 1877 geboren wurde. Die Eltern führten ein aktives gesellschaftliches und kulturelles Leben. Unter anderem bauten sie einen Tennisplatz auf ihrem Grundstück. Die ganze Familie galt als sehr musikalisch und bildete ein eigenes Musikorchester, in dem Pearse Cello spielte.
Richard Pearse besuchte die Grundschule in der oberen Waitohi-Ebene und galt als introvertiert, ruhig und sanftmütig, aber auch als kleiner Außenseiter und Tagträumer. Einzig im Technikunterricht ragte er heraus und zeigte schon früh ein Interesse an mechanischen Experimenten und am Fliegen. Es gibt Berichte, nach denen er schon zu dieser Zeit Bücher über das Fliegen und verwandte Wissensgebiete las. Dafür soll er auch seine übrigen Hausaufgaben vernachlässigt haben. Nach der Schule wollte er am Canterbury College Ingenieurwissenschaften studieren, doch die Eltern unterstützten bereits seinem älteren Bruder Tom bei dessen Medizinstudium und konnten es sich nicht leisten, auch noch Richard ein Studium zu finanzieren. Stattdessen erhielt er zu seinem 21. Geburtstag 1898 ein 400.000 m² großes Stück Land nahe Waitohi und bewirtschaftete dies mit einigen Unterbrechungen für die nächsten 13 Jahre. Sein Interesse galt aber weiterhin verschiedenen Erfindungen und dem Fliegen.
Sein Grundstück lag abseits und war durch eine große, angeblich dreieinhalb Meter hohe und fast sieben Meter breite Ginsterhecke vor neugierigen Blicken geschützt. Pearse wandelte sein Bauernhaus in eine Werkstatt um und arbeitete bis tief in die Nacht. Er konzentrierte sich ganz auf seine Erfindungen und hielt an diesem Lebensstil bis zu seinem Ende fest. In dieser Werkstatt erfand er mehrere Geräte, aber seine Faszination galt vor allem dem Fliegen. Er begann bald mit der Konstruktion eines Flugzeuges und startete 1902 mit Flugversuchen. Am 31. März 1903 hob er mit seinem Flugzeug vom Boden ab. Pearse selbst hat dies allerdings nie als Flug betrachtet. Die Nachricht vom Flug der Gebrüder Wright war, laut Aussage seines jüngeren Bruders Warne, für Richard Pearse ein „schlimmes Erwachen“. Es gibt aber Berichte, nach denen er mit den Gebrüdern Wright später in Korrespondenz stand. Trotz dieses Schocks führte er seine Flugexperimente fort und meldete 1906 sein Flugzeug zum Patent an. Seine Nachbarn zeigten sich aber wenig erfreut über die Experimente. Der Lärm beunruhigte sie und ihr Vieh, und einige hielten die Fliegerei sogar für Teufelswerk. Pearse reagierte darauf, indem er sich und seine Experimente mehr und mehr von der Öffentlichkeit fernhielt.
Wohl aber aus finanziellen Gründen verlagerte sich der Schwerpunkt seiner Arbeit immer mehr zu theoretischen Überlegungen. Ende 1910 erkrankte er an Typhus und verkaufte seinen Bauernhof. Er kaufte eine neue, weit abgelegene Farm in der Loudens Schlucht nahe Milton. Das hügelige Gelände dort war nicht besonders gut für Flugversuche geeignet, was aber seine Neigung für die Landwirtschaft nicht steigerte. Stattdessen verlagerte er seine Arbeit auf landwirtschaftliche Erfindungen und motorisierte Fahrräder, für die er bald in Milton recht bekannt war. Im Mai 1917 wurde er zum Otago-Regiment eingezogen und im Januar 1918 nach Übersee geschickt. Aufgrund einer Krankheit war er aber nie in Kampfhandlungen verwickelt und kehrte im Oktober desselben Jahres nach Neuseeland zurück.
1921 wurde er des Landlebens und der stark fallenden Wollpreise überdrüssig und zog nach Christchurch. Dort baute er drei Häuser, lebte in demjenigen, das im Stadtteil Wolston stand, und vermietete die anderen beiden. Die Mieteinnahmen dienten ihm als Lebensunterhalt, und so konnte er sich ganz seinen Erfindungen widmen. Er wandelte die Garage seines Hauses in eine Werkstatt um und plante ab 1928 ein weiteres Fluggerät. Aus dieser Zeit wird aber auch berichtet, dass er zunehmend verschlossener und öffentlichkeitsscheuer wurde. Er erhielt für dieses Flugzeug 1949 das Patent. Zu dieser Zeit waren seine Erfindungen aber schon technisch überholt, der Hubschrauber und das Strahltriebwerk waren bereits erfunden. Pearse zeigte sich von dem mangelnden Interesse der Luftfahrtindustrie enttäuscht. Seinen Zeitgenossen galt er ohnehin schon als mürrischer und wortkarger Mensch, aber zu dieser Zeit bildete sich eine Paranoia, in der er sich vor dem Verrat seiner Erfindungen durch ausländische Spione fürchtete. Im Juni 1951 wurde er in das Sunnyside Mental Hospital (eine Psychiatrie im damals noch nicht zu Christchurch gehörenden Riccarton) eingewiesen. Er starb dort unverheiratet am 29. Juli 1953 an einem Herzinfarkt im Alter von 75 Jahren und wurde zwei Tage später in Bromley, einem Christchurcher Vorort, eingeäschert.

## Erfindungen

### Flugzeuge
Richard Pearses erstes Fluggerät entstand während seiner Schulzeit und bestand aus einer Garnspule, einem Brett mit einem Nagel, einem Stück Seil und einem aus dem Deckel einer Heringsdose geformten Propeller. Er wickelte das Seil um die Spule, zog daran und schoss so den Propeller in die Luft. Zur Unterhaltung seiner Mitschüler hatte er damit wahrscheinlich unbewusst den ältesten dargestellten Flugapparat aus einem flämischen Manuskript des 13. Jahrhunderts kopiert.
Pearse begann mit der Konstruktion seines ersten Flugzeuges wahrscheinlich 1899. Sein erstes Problem war dabei, dass er einen passenden Verbrennungsmotor benötigte. Einen fertigen Motor konnte er nicht kaufen, und so begann er mit der Hilfe von Cecil Woods, einem Ingenieur in Timaru, der den ersten Verbrennungsmotor in Neuseeland gebaut hatte, selbst an Zündkerzen und Vergasern zu basteln und ließ sich die schweren Teile wie Zylinder und Kurbelwellen von Parr&Sons in Timaru liefern. Als Material dienten ihm Zigarettendosen und gusseiserne Abwasserrohre. Er hatte dabei die Idee, die Zündkerzen mit einer Zeitsteuerung zu versehen und veröffentlichte diese Idee 1909 im Magazin Scientific American. Pearse grundlegende Idee war, die Motoren aus dem Automobilbau für Flugzeuge zu verwenden. Er stellte den Motor 1902 fertig und begann daraufhin mit der Konstruktion des eigentlichen Flugzeuges.

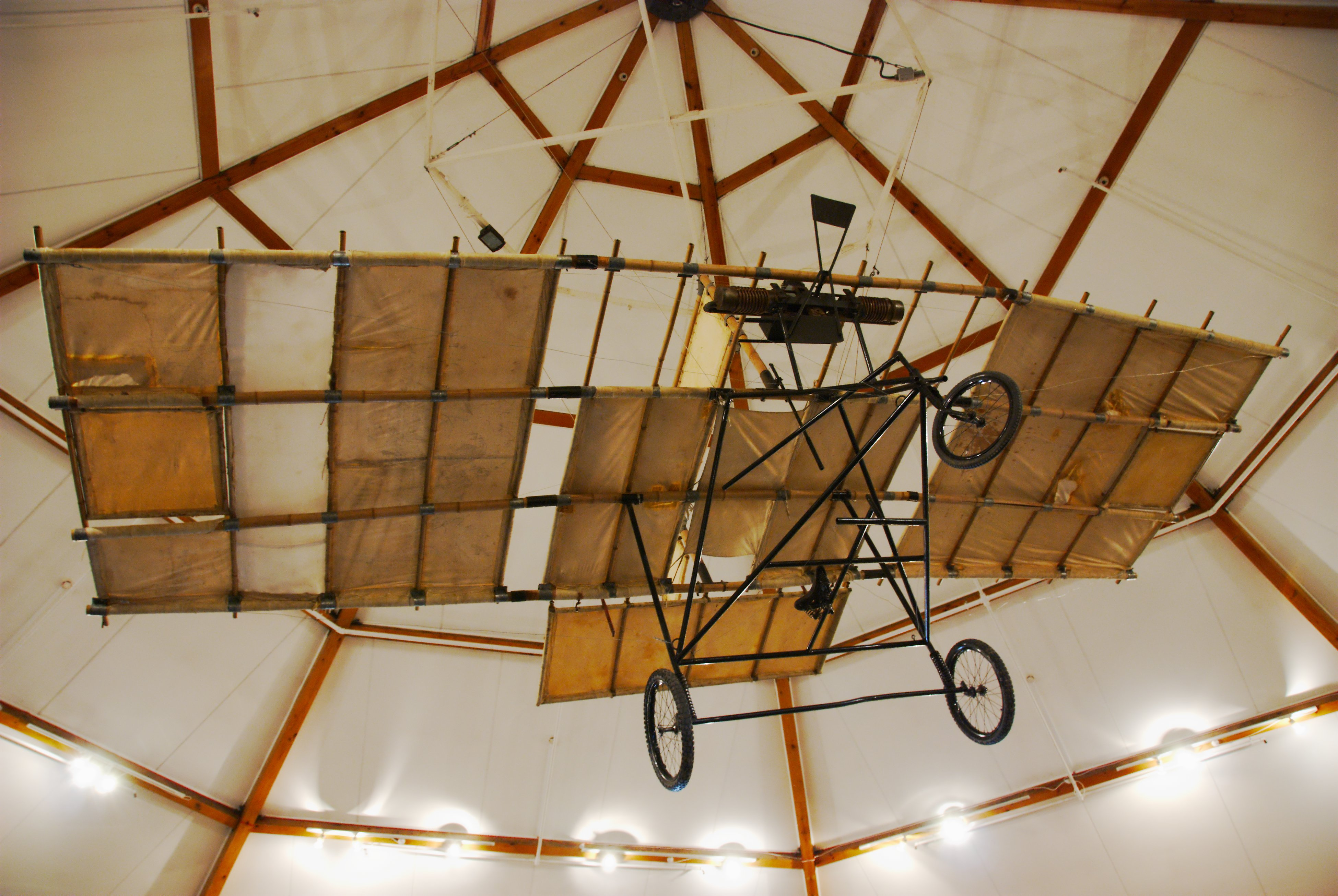
Nachbau eines von Pearse gebauten Flugzeugs im South Canterbury Museum in Timaru

Bei ersten Flugversuchen im selben Jahr erwies sich der Motor aber bald als zu schwach, und so verbesserte er ihn. Der fertige Motor war ein Otto-Zweitaktmotor mit 24 bhp, zwei beidseitig geöffneten Zylindern mit jeweils zwei Kolben und einem Gewicht von 57 kg. Als Material für den Rahmen seines Flugzeuges benutzte er Bambus (die häufige Verwendung dieses Materials brachte ihm den Spitznamen „Bamboo Dick“ ein) und Aluminium. Das Fahrgestell war ein Dreirad aus Stahlrohren mit einem Bugrad und zwei Haupträdern. Das Flugzeug war ein Hochdecker mit einer Spannweite von etwa siebeneinhalb Metern. Die Tragflächen waren mit Segeltuch bespannt und an den Enden durch Drähte mit dem Fahrgestell verbunden. Insgesamt war die Konstruktion recht stabil. Das Flugzeug verfügte über Quer- und Höhenruder. Der Motor befand sich oberhalb vor dem Piloten und war mit einem achtblättrigen Propeller ausgestattet (der Propeller befand sich also vor den Tragflächen). Bemerkenswert war auch der bewegliche Sitz, der dazu dienen sollte, einen Aufprall mit bis zu 100 Meilen pro Stunde zu überleben. Vom Aussehen ähnelte Pearses erstes Flugzeug stark den frühen aerodynamisch gesteuerten Ultraleichtflugzeugen. Am 31. März 1903 rollte er sein Flugzeug die Hauptstraße von Waitohi herunter und stellte es an die Kreuzung vor der Schule. Er unternahm mehrere Versuche vor den Augen einiger Mitbewohner, den Motor anzuwerfen. Am späten Nachmittag sprang die Maschine endlich an. Richard Pearse fuhr los, hob mit seinem Flugzeug vom Boden ab, stieg langsam auf eine Höhe von etwa drei Metern, verlor dabei die Kontrolle, brach nach links aus und stürzte nach 100 bis 150 Metern auf seine eigene Hecke.

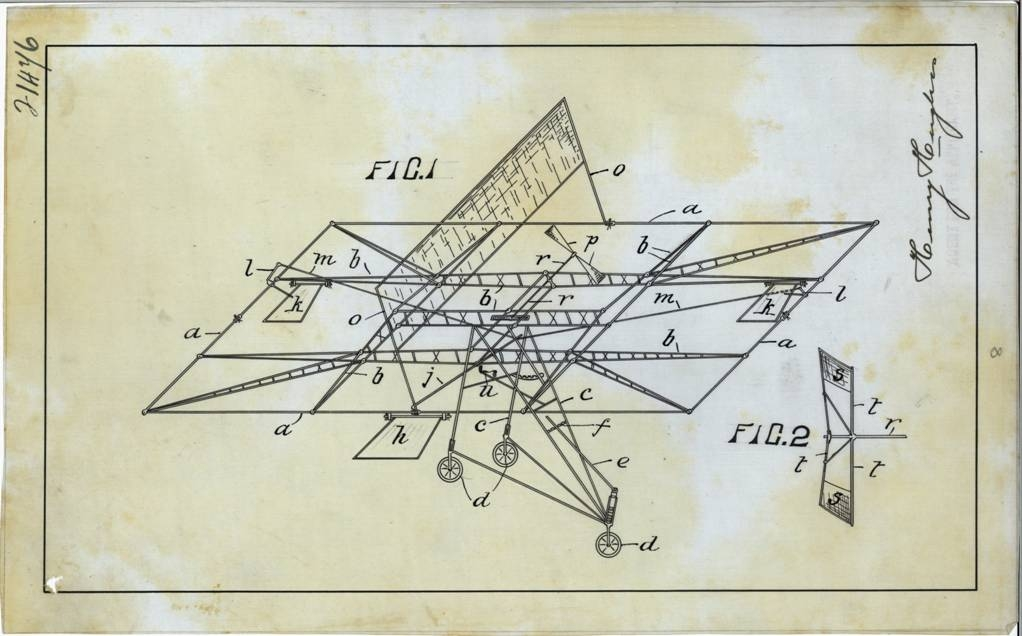
Pearses Design seines 1906 patentierten Flugapparats

In den folgenden Jahren verbesserte Pearse sein Flugzeug kontinuierlich und unternahm noch weitere, auch öffentliche, Flugversuche, die jedoch alle von demselben Erfolg wie sein Erstflug gekrönt waren. Er meldete dieses Flugzeug 1906 zum Patent an, das ihm auch unter der Nummer 21476 am 8. August 1907 gewährt wurde. Im selben Jahr begann er mit der Konstruktion eines zweiten Flugzeuges, das eine Spannweite von über zwölf Metern haben sollte. Es erwies sich aber bald als nicht steuerbar, und 1909 beendete er wohl die Arbeit an diesem Projekt, ohne dass das Flugzeug jemals zum Einsatz gekommen wäre.
1928 begann er mit der Planung für sein drittes Flugzeug, dem Utility Plane (deutsch etwa: Nutzflugzeug). Es sollte in der Lage sein, senkrecht zu starten, weshalb die Neigung des Antriebs frei einstellbar war (vergleichbar dem Harrier-Kampfjet). Sein Traum war dabei „ein Ford Modell T der Luftfahrt“ – ein Flugzeug für die Massen, das sich aus jedem Hintergarten starten ließ und in einer Garage unterzubringen war. Im November 1943 meldete er dieses neue Flugzeug zum Patent an, das ihm 1949 nach langen Auseinandersetzungen auch endlich gewährt wurde. Geflogen ist dieses Modell aber nie.

### Sonstige Erfindungen
Zwischen 1910 und 1928 beschäftigte sich Richard Pearse anscheinend nicht mit Flugapparaten. Insbesondere zu dieser Zeit rückten andere Erfindungen in den Mittelpunkt seines Interesses. Auch hier begann sein Schaffen schon während der Schulzeit. So baute er für seine Mutter einen mechanischen Nadeleinfädler, für seine Schwester ein Zoetrop oder eine kleine Dampfmaschine. Das erste Produkt seiner Werkstatt in Waitohi war ein Bambusfahrrad mit einem vertikalen Pedalantrieb, einer Stangenschaltung und einer Rücktritt-Felgenbremse, für das er 1902 ein Patent erhielt. Auch während der Zeit seiner Flugzeugherstellung baute er andere Geräte wie etwa zwei Musikaufnahme- und -abspielgeräte, eines davon nach der Bauart eines Grammophons. Möglicherweise wollte er damit das Musizieren seiner Familie festhalten. Mit dem Umzug in die Loudens-Schlucht baute er so unterschiedliche Geräte wie einen motorisierten Pflug, einen Düngeverteiler und eine automatische Kartoffelpflanzmaschine. Bekannt war er in Milton aber vor allem für sein power cycle – ein Fahrrad, das er mit einem Motor aus den Zylindern seines Flugzeugmotors ausgestattet hatte.

## Wirkung

### Reaktionen auf den Erstflug
Pearse erster öffentlicher Flug in Waitohi fand nur vor einer kleinen Zuschauerzahl statt und ist eigentlich nicht dokumentiert. Offenbar maß er dem Ereignis selbst keine große Bedeutung bei. Weder gab es Presseberichte noch Fotografien von diesem Ereignis. Eine Krankenhausakte, die möglicherweise Pearse Verletzungen aufgrund des Absturzes dokumentiert hätte, wurde während eines Feuers zerstört. Zwar gibt es einige Bilder, auf denen Pearse Maschine im Flug zu sehen ist; deren genaues Datum ist aber unklar. Ein Bild mit dem Flugzeug auf der Hecke, das von einem professionellen Fotografen aufgenommen wurde, ging während einer Flut verloren. Zwar sorgte Pearse Flug in der Waitohi Ebene für einiges Aufsehen, und die Nachricht verbreitete sich dort weiter, aber schriftliche Unterlagen gibt es darüber nicht. So muss man sich auf die Berichte von Augenzeugen verlassen. Es verwundert daher auch nicht, dass selbst das genaue Datum dieses Fluges nicht feststeht. Zwar ist der 31. März 1903 das am häufigsten genannte Datum, jedoch gibt es auch Zeugen, die felsenfest behaupten, der Flug habe genau ein Jahr vorher stattgefunden. Pearse selbst hat hierzu unterschiedliche und missverständliche Aussagen gemacht, in denen er unter anderem das Jahr 1904 nennt (vermutlich das Datum, an dem er zum ersten Mal kontrollierte Flüge unternahm). C. Geoffrey Rodliffe hat alle diese Aussagen zusammengetragen und gegenübergestellt. Nach seiner Darstellung gilt es als gesichert, dass Pearse zumindest einen, wenn auch nicht notwendigerweise den ersten, öffentlichen Flug am 31. März 1903 unternahm. Die Einwohner in der Waitohi Ebene reagierten auf diesen Flug ungläubig, was in einer Gegend, in der es zu dieser Zeit noch keine Automobile gab, verständlich ist. Einige Personen nannten seine Erfindung aber auch wahnsinnig oder ketzerisch.
1909 berichteten zwei lokale Zeitungen, der Temuka Leader und der Otago Witness von einem bevorstehenden Flug. Wahrscheinlich bezogen sich diese Berichte aber schon auf sein zweites Flugzeug. Außerdem waren zu diesem Zeitpunkt schon mehr als 70 motorisierte Flüge weltweit durchgeführt worden. Später schrieb Pearse dann selbst Briefe an Zeitungen, in denen er über seinen Erstflug berichtete. Seine späteren Erfindungen, auch das Utility Plane, lösten dann keine größeren Reaktionen mehr aus.

### Auswirkungen auf die Luftfahrtentwicklung
Richard Pearses Entwicklungen blieben ohne Einfluss auf die spätere Entwicklung von Flugzeugen. Dies hatte wohl verschiedene Ursachen. Zum einen bemühte sich Pearse, im Gegensatz etwa zu den Wrights, nicht um eine Dokumentation seiner Flüge. Selbst gut dokumentierte Flüge wie eben die der Gebrüder Wright, wurden anfangs stark angezweifelt. Hinzu kam, dass auch von anderen Personen nie etwas über seinen Flug publiziert wurde, und so blieb dieser erste Flug lange Zeit außerhalb Neuseelands, ja sogar außerhalb der Waitohi-Ebene unbekannt. Die abgeschiedene Lage sowohl Neuseelands als auch der Waitohi-Ebene wird ihr Übriges dazu beigetragen haben. Schließlich kommt hinzu, dass Pearse auch nie über kleine „Hüpfer“ hinaus gekommen ist und ihm die Mittel fehlten, um seine Entwicklung noch weiter voranzutreiben. Viele von Pearses Entdeckungen, wie etwa das Querruder, wurden später von anderen Luftfahrtingenieuren erneut entwickelt.

### Pearses Wiederentdeckung
Nach seinem Tod wurden die meisten seiner Unterlagen vernichtet. Sein Haus wurde einem Treuhänder übergeben, der glücklicherweise die Bedeutung von Pearse Entwicklungen erkannte und sich bemühte, diese einer breiteren Öffentlichkeit vorzustellen. Pearses Werk war nie sehr bekannt gewesen und drohte in Vergessenheit zu geraten. Erst als der neuseeländische Luftfahrtpionier und frühere Oberingenieur von Tasman Empire Airways, George Bolt, auf Pearse aufmerksam wurde, änderte sich dies. Er entdeckte das Utility Plane und einige Entwürfe in Pearses Haus in Christchurch und übergab es dem Aucklander Museum of Transport and Technology (MOTAT), wo es auch heute noch ausgestellt ist. 1958 begann die Forschung nach den übrigen Flugzeugen. Vereinzelte Teile wurden daraufhin von Bolt auf einer Schutthalde in der Waitohi-Ebene gefunden. Bald darauf wurde auch sein zweites Flugzeug von Joseph Coll, einem Einwohner der Waitohi-Ebene gefunden.
Nach Bolts Entdeckungen beschäftigten sich mehrere Personen mit dem Leben und Werk von Richard Pearse, allen voran Gordon Ogilvie und der bereits oben genannte C. Geoffrey Rodliffe. Mitte der 1970er Jahre wurde ein Nachbau von Pearses erster Maschine erstellt, die bis heute ebenfalls im MOTAT zu sehen ist. Aus Mangel an anderen historischen Dokumenten wurde dieses Modell auch in einem 1974 unter Mithilfe der New Zealand Broadcasting Corporation gedrehten Dokumentarfilm verwendet. In einer Szene sollte das Flugzeug von einem Pferd in Position gezogen und dann ein Start simuliert werden. Unglücklicherweise galoppierte das Pferd mitsamt Flugzeug davon. Zur Überraschung aller Anwesenden hob das Flugzeug ab und hielt sich überraschend stabil, bevor es zu Boden stürzte. Obwohl bei diesem Flug vier Kameramänner und fünf oder sechs Hobbyfilmer anwesend waren, hatte keiner von ihnen die Geistesgegenwart, seine Kamera auf das fliegende Flugzeug zu richten, so dass auch dieser Flug nicht durch Bilder dokumentiert ist. Windkanalversuche an der Universität Auckland 1980 bestätigten aber die Flugfähigkeit des Nachbaus.

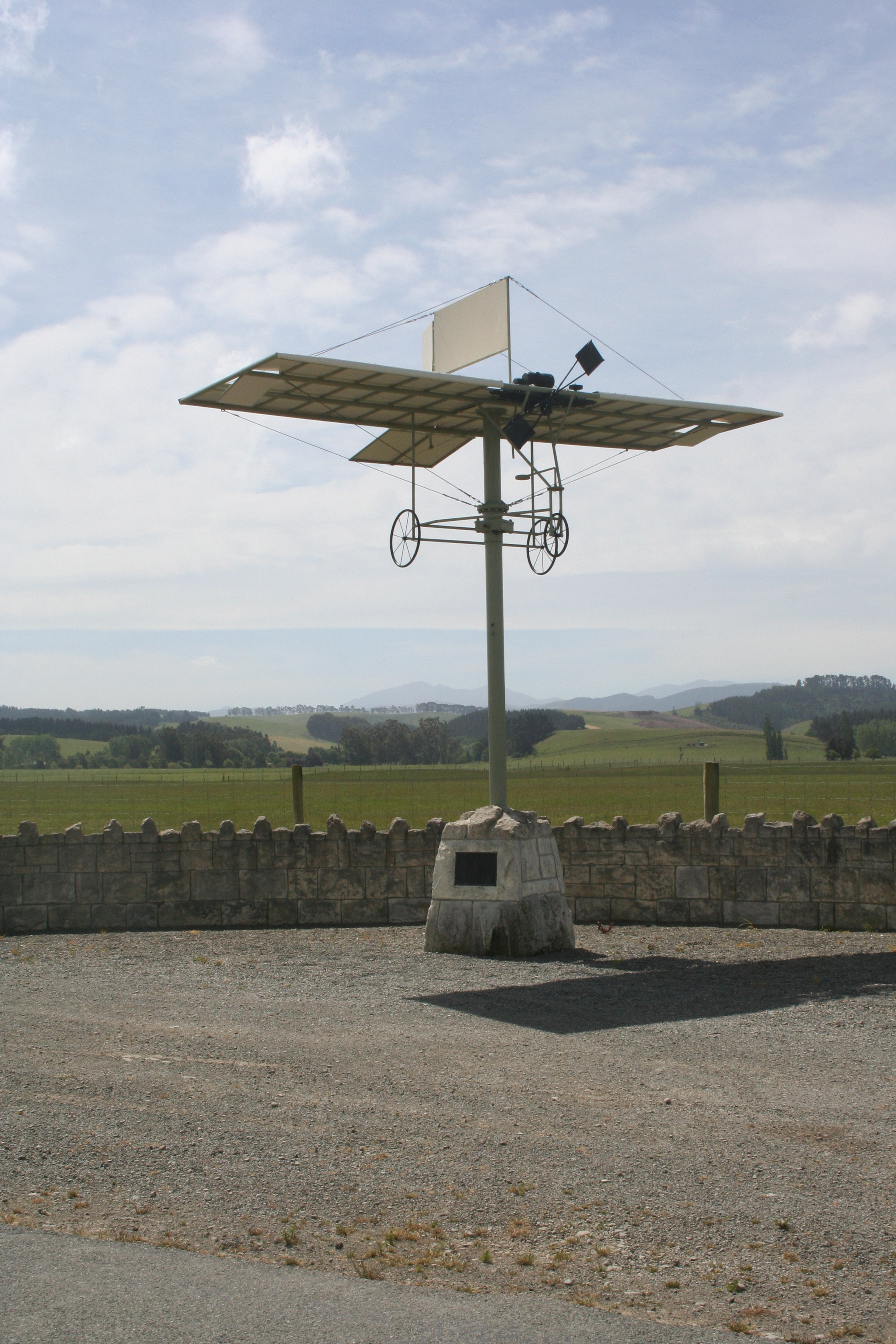
Ein an Richard Pearses motorisierten Flug erinnerndes Denkmal in Neuseeland

Der Dokumentarfilm machte Richard Pearse in Neuseeland bald populär, und es entwickelte sich der dort weit, aber auch andernorts bis heute verbreitete Mythos, Pearse und nicht die Gebrüder Wright sei der erste Mensch gewesen, der einen motorisierten Flug unternommen habe. In der Tat waren auch die ersten drei Flüge der Gebrüder Wright am Morgen des 17. Dezember 1903 nichts anderes als kleine Sprünge, erst der vierte Flug dauerte zwölf Sekunden an und überbrückte eine Distanz von knapp 260 Metern. Er endete genauso abrupt wie der Flug Pearses, allerdings weniger schmerzvoll in einer Sanddüne statt in einer dornigen Hecke. Wie wohl auch Pearse führten sie vor 1904 keine kontrollierten Flüge durch, allerdings entwickelten sie dabei wohl größere Fortschritte. Andererseits hatten auch schon andere Personen wie Otto Lilienthal (sogar ohne Motor), Clément Ader, Wilhelm Kress oder Gustav Weißkopf mit Geräten „schwerer als Luft“ vom Boden abgehoben.
Während der erste Motorflug heute im Allgemeinen den Gebrüdern Wright – nicht zuletzt, weil aus ihrer Erfindung die modernen Flugzeuge entstanden sind – zugerechnet wird, gilt Richard Pearse als technisches Genie, dessen Leistungen seiner Zeit voraus waren und deren Bedeutung zeitlebens unerkannt blieb. Besonders gewürdigt wird dabei oft, dass Pearse im Prinzip aus einfachen Verhältnissen stammte, keine weiterführende Schulbildung genoss, in einer ländlichen Umgebung lebte, ihm wenig finanzielle Mittel zur Verfügung standen und er daher oft auf einfache Materialien zurückgriff. Während den Gebrüdern Wright ein Team von Ingenieuren zur Seite stand, baute Pearse sein Flugzeug im Ein-Mann-Betrieb. Seine einzige wissenschaftliche Quelle war das Magazin American Scientist. Trotzdem wies sein Flugzeug technische Merkmale – wie etwa die Querruder – auf, die auch noch bei modernen Flugzeugen vorhanden sind, aber bei den Wright-Brüdern oder anderen frühen Flugzeugbauern nicht vorkamen (die Wrights verwendeten verstellbare Tragflächen statt Querruder). Bei dieser Würdigung darf man aber nicht übersehen, dass diesem ersten Flugzeug noch einige Merkmale moderner Flugzeuge fehlten und es auch Mängel hatte. So waren beispielsweise die Querruder nicht sehr effektiv und die Flächen wiesen kein Profil auf. Auch Pearse übrige Erfindungen zeugten von seiner technischen Begabung und von visionären Gedanken, die erst Jahre später in die Praxis umgesetzt wurden.

## Posthume Ehrung
Im Mai 1982 wurde der Flughafen von Timaru ihm zu Ehren in Richard Pearse Airport umbenannt.

## Trivia
Der Mythos, Richard Pearse sei der erste Motorflieger gewesen, hält sich bis heute in Neuseeland. Peter Jacksons und Costa Botes als Parodie auf diesen Mythos gemeinte Pseudo-Dokumentation Forgotten Silver trug nicht unwesentlich dazu bei.